# 拉古納山
62°56′S 60°42′W / 62.933°S 60.700°W
拉古納山是南極洲的山峰，位於南設得蘭群島的德瑟萊申島，處於特萊豐灣西南部，海拔高度160米，現時由南極條約體系管理。